# ダビューク (アイオワ州)
ダビューク（Dubuque）は、アメリカ合衆国アイオワ州の都市。ダビューク郡の郡庁所在地である。人口は5万9667人（2020年）。ミシシッピ川に面しており、アイオワ、イリノイ、ウィスコンシンの3州境に位置している。地元ではその立地から「トライ・ステート・エリア」と呼ばれており、ダビュークはその商工業、教育、および文化の中心となっている。また、カトリック教会のダビューク大司教区が本拠を置く、宗教都市としての側面も持っている
ダビュークはアイオワ州最古の都市である。その歴史は1785年までさかのぼり、1833年にはアイオワ準州の成立よりも前に正式な市となった。また、ダビュークは現在のアイオワ州のみならず、アッパー・ミッドウェストと呼ばれる、現在のウィスコンシン州やミネソタ州など、中西部でも北のほうにあたる地域への入植の拠点ともなった。そうした理由から、ダビュークは「鍵となった街」（Key City）と呼ばれている。
初期のダビュークは鉛鉱山の町として入植者を集めた。鉛資源が枯渇すると、その後は1980年代に至るまで長い間、ダビュークは製造業の中心地として発展してきた。しかしその後の地域経済衰退を受けて1990年代以降は産業構造の多様化が進み、製造業に加えて、医療、教育、出版、金融といった産業も市の経済と雇用を支えるようになってきている。また、市内に多数存在する歴史的な建築物や、再開発の進むミシシッピ河畔の各種観光施設などを活かした観光業の発展にも力を入れてきている。

## 歴史

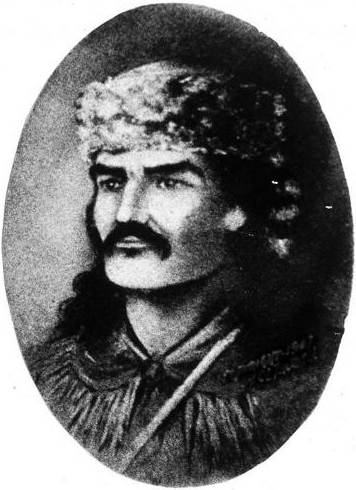
ジュリアン・ダビューク

現在ダビューク市のあるこの一帯は、ミシシッピ川以西では最も早くから探索が進められた地の1つである。この地を初めて探索したヨーロッパ人は、1673年よりミシシッピ川沿いに探索を進めていたジャック・マルケット神父およびルイ・ジョリエであった。彼らは未踏の地の地図を作成するべく、ヌーベルフランス植民地から派遣されてきていた。1682年にはヌーベルフランスが管轄するこの地域全体をフランス領であるとし、ロベール＝カブリエ・ド・ラ・サールがルイ14世にちなんでルイジアナという名をつけた。1763年にフランスがフレンチ・インディアン戦争で敗れると、ルイジアナはスペインの統治下に入った。
ダビュークへの最初の永住入植者は、1785年にこの地にやってきたフランス系カナダ人探検家のジュリアン・ダビュークであった。1788年、ジュリアン・ダビュークはスペイン政府、およびもともとこの地に住みついていたネイティブ・アメリカンのフォックス族の両方から、この地に豊富に埋蔵されていた鉛の採掘の認可を得た。ルイジアナは1800年には再びフランスの統治下に戻ったが、1803年にはアメリカ合衆国に買収され、併合された。1810年にジュリアン・ダビュークは死去したが、この地の鉛鉱山はフランス系をはじめ、新たなヨーロッパ人の入植者を多数呼び込んだ。このジュリアン・ダビュークにちなんで名付けられたダビュークの町は、ミシシッピ川に沿った、広く平坦な土地の南端に形成された。ダビュークは1833年に、ルイジアナ買収地の所属未定地にありながら正式な市となった。この所属未定地は1838年にアイオワ準州となり、1846年には連邦29番目の州に昇格した。

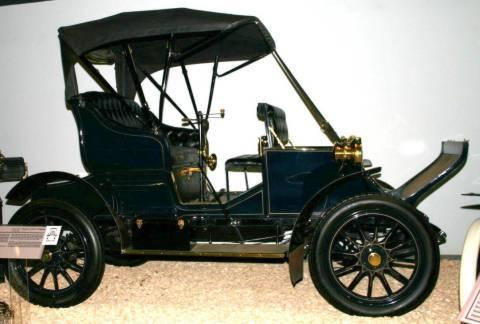
アダムズ・ファーウェル（1906年式）

初期のダビュークの地域経済を支えてきた鉛資源はやがて枯渇したが、その後、市には様々な産業が興った。ミネソタやウィスコンシンの森林資源に近かったことから、ダビュークは木材の集積地となり、製材業が発展していった。また、造船や醸造、後には鉄道もダビュークにおける重要な産業となっていった。19世紀中、そして20世紀初頭に入っても、ドイツ系の貧民やアイルランド系のカトリック教徒が産業の中心地となっていたダビュークに何千人という単位で流入してきた。1837年にダビューク大司教区が創設されると、それ以降、ダビュークにおけるカトリックの勢力は圧倒的に強く、カトリックの教会や修道院などの宗教施設が多数建てられた。
19世紀末から20世紀初頭においては、ダビュークにはアダムズ・ファーウェルが本社を置き、「真鍮時代」と呼ばれる初期の自動車が生産されていた。しかし、その時代の多くの自動車会社と同様、アダムズ・ファーウェルも長く生き残ることはなく、1912年に廃業した。その後もダビュークの発展は続いたが、1980年代に至るまで、ダビュークの地域経済は製造業に大きく依存していた。しかし製造業をめぐる様々の状況の変化や、1980年代に中西部全体を襲った「農場危機」による農業部門の低迷により、市の経済全体が大きく衰退した。しかし1990年代に入ると、ダビュークは重工業主体の経済から脱却し、地域経済構造は急速に多様化した。その後は、医療、教育、出版、金融、観光といった産業が大きな伸びを見せている。重工業で占められていたミシシッピ河畔・ダビューク河港の再開発も進められており、観光施設、文化施設、宿泊施設が次々と建てられている。

## 地理
ダビュークは北緯42度30分16秒 西経90度41分13秒 / 北緯42.50444度 西経90.68694度に位置している。アメリカ合衆国統計局によると、ダビューク市は総面積71.8km² (27.7mi²) である。そのうち68.6km² (26.5mi²) が陸地で3.2km² (1.2mi²) が水域である。総面積の4.44%が水域となっている。市の中心部の標高は188mである。
ダビュークの周囲には大きな都市はなく、都市圏はダビューク郡1郡のみにとどまっており、その人口も約9万人程度である。州内のシーダーラピッズやダベンポート、イリノイ州のロックフォード、ウィスコンシン州の州都マディソンなど、より規模の大きい都市圏を有する都市からはいずれも110-160kmほど離れている。シカゴからは西北西へ約280kmである。

### 地形

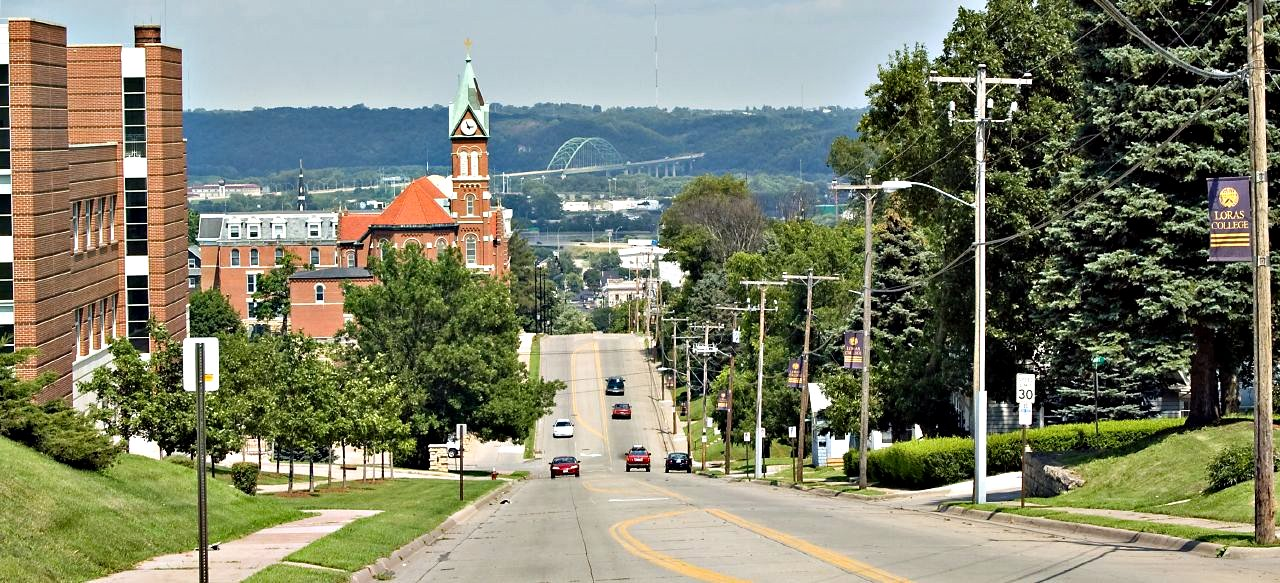
ダビュークの地形は起伏に富んでいるため、市内の通りにはこうした急坂も見られる。

地形学的には、ダビュークは無漂礫土地域と呼ばれる、最終氷期における氷河による侵食を免れた結果、平原化されずに残された、深い谷が随所に刻まれた起伏に富む丘陵地帯に位置している。この丘陵地帯は主にウィスコンシン州南西部に広がっており、ミネソタ州南東部、アイオワ州北東部、イリノイ州北西部にもその一部がかかっている。
こうした立地条件から、平坦な土地の多いアイオワ州の都市としては珍しく、ダビュークの市街地の後背部には丘が連なっている。無漂礫土地域に立地する都市の例としてはダビュークのほか、ミネソタ州ロチェスターやウィスコンシン州ラクロスなどが挙げられる。

### 気候
ダビュークの気候は気温の年較差が大きい内陸型の気候であるが、ミネソタ州やウィスコンシン州などに比較すると幾分かは穏やかな気候で、四季ははっきりとしている。春は比較的雨が多く、湿度が高い。夏は時折暑くなるものの全般的には涼しく、晴れの日が多い。秋は概ね過ごしやすい。冬の寒さは厳しく、また曇りや雪の日が多い。夏の平均気温は摂氏20-22度ほどであるが、日中は時々摂氏25度を超えることがある。冬は気温が氷点下に下がる日が続き、氷点下10度を下回ることも珍しくない。年間降水量は920mmほどであるが、夏季の月間降水量は冬季の約3.5倍である。12月から3月にかけては、月間16-30cmほどの降雪が見られる。ケッペンの気候区分では亜寒帯湿潤気候 (Dfa) に属する。
|               | 1月  | 2月  | 3月  | 4月  | 5月   | 6月   | 7月   | 8月   | 9月  | 10月 | 11月 | 12月 | 年    |
| ------------- | ---- | ---- | ---- | ---- | ----- | ----- | ----- | ----- | ---- | ---- | ---- | ---- | ----- |
| 平均気温（℃） | -7.2 | -4.6 | 1.9  | 9.0  | 14.9  | 20.2  | 22.2  | 21.1  | 16.7 | 10.0 | 2.6  | -5.1 | 8.5   |
| 降水量（mm）  | 30.5 | 35.6 | 61.0 | 94.0 | 106.7 | 111.8 | 109.2 | 111.8 | 88.9 | 68.6 | 61.0 | 45.7 | 924.8 |
| 降雪量（cm）  | 25.4 | 22.9 | 16.0 | 5.1  | -     | -     | -     | -     | -    | -    | 7.1  | 30.0 | 106.5 |

### 都市概観
| 4thストリート左: ダウンタウンの4thストリートには各種ショップが建ち並んでいる。右: 西の行き止まりには4thストリート・エレベーターというケーブルカーの駅があり、ここから丘の上に登れる。丘の上は展望台になっている。   |  | 4thストリート左: ダウンタウンの4thストリートには各種ショップが建ち並んでいる。右: 西の行き止まりには4thストリート・エレベーターというケーブルカーの駅があり、ここから丘の上に登れる。丘の上は展望台になっている。 |
| 4thストリート 左: ダウンタウンの4thストリートには各種ショップが建ち並んでいる。 右: 西の行き止まりには4thストリート・エレベーターというケーブルカーの駅があり、ここから丘の上に登れる。丘の上は展望台になっている。 |  | |

ダビュークのダウンタウンは市の中心部および東部にわたり、ドッジ・ストリート（国道20号線）より北、17thストリートより南、丘の下の地区とされている。ダウンタウンの東にはミシシッピ川が流れている。ダウンタウンは市や郡の政治の中心となる建物や各種の文化施設が集中しているほか、市の交通や商業の中心ともなっている地域である。また、ダウンタウンには市の歴史的建築物も数多く残っている。一方、ミシシッピ川のダビューク河港では再開発が進んでおり、国立ミシシッピ川博物館・水族館や新しいコンベンションセンターが建てられたほか、ミシシッピ川沿いの遊歩道、カジノ、リゾートホテルなど、観光施設や宿泊施設も建てられ、市の新たな名所となってきている。
17thストリートより北の地区はノース・エンドと呼ばれている。この地区は、もともとは19世紀に労働者階級のドイツ系移民が住み着いた場所であった。現代においても、このノース・エンドは労働者階級の街の様相を残しており、ダビューク市内では大工場の部類に入る工場のいくつかが操業を続けている。
一方、ドッジ・ストリートよりも南の、サウス・エンドと呼ばれる地区は、昔からアイルランド系の住民が住み着き、「リトル・ダブリン」とも呼ばれている。この地区では現代においてもアイルランド文化が根付いており、アイリッシュ・パブも見られる。このサウス・エンドは拡大してきており、南に隣接するキーウェスト村の近くにまで迫っている。
ダウンタウンの西側、丘の上の広大な地域はウェスト・エンドと呼ばれている。ウェスト・エンドは第二次世界大戦後に開発が進んだ地区で、成長が早く、中流階級の住民が多く、市域内にありながら郊外の住宅地の様相を呈している。この地区には大型のショッピングモールが進出し、大規模な学校が建てられ、大規模な工業団地も開発されている。このウェスト・エンドの成長は市域内にとどまらず、近隣のアズバリーやペオスタといった郊外都市の急速な成長も促している。

## 政治

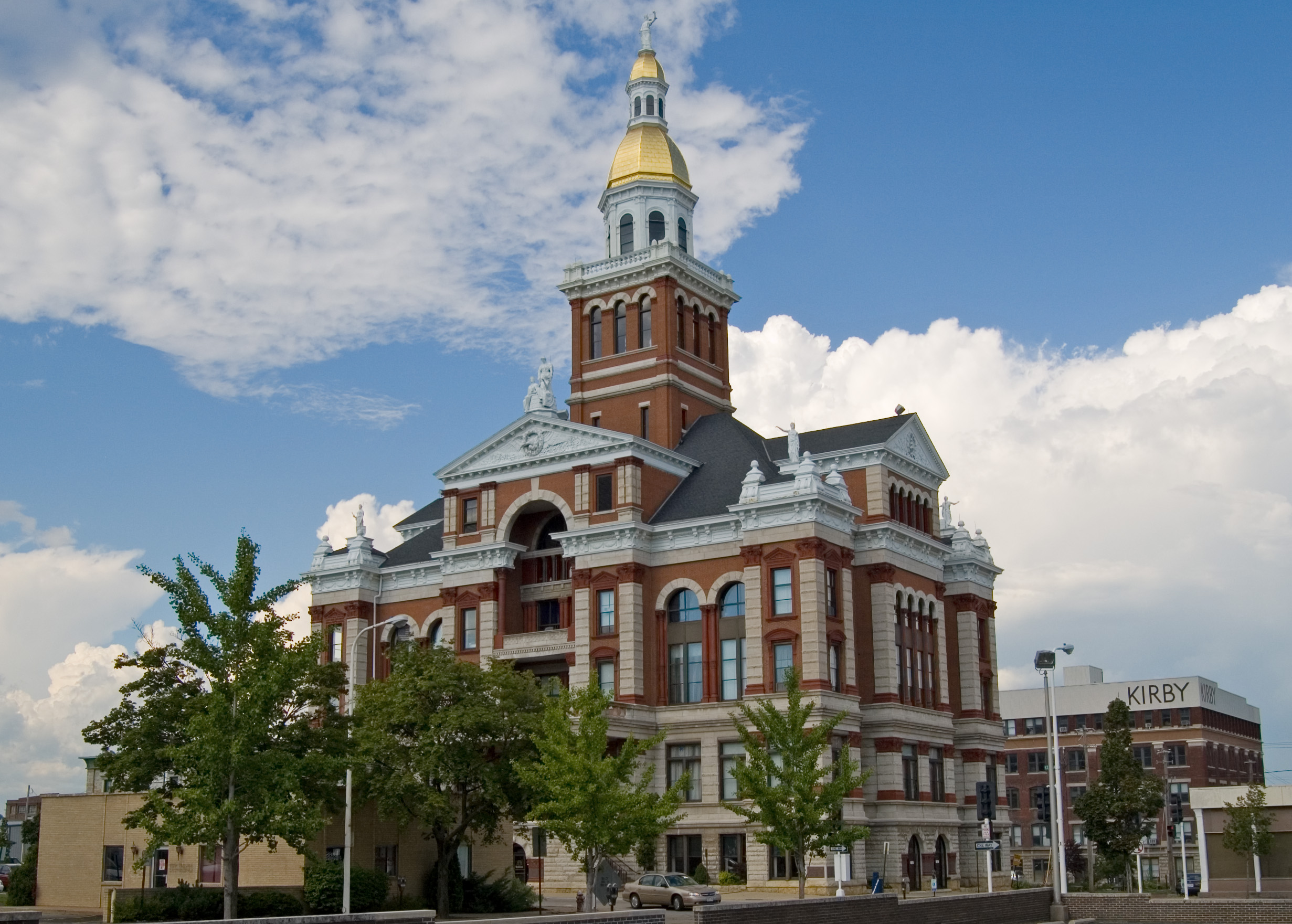
ダビューク郡地方裁判所

ダビュークはシティー・マネージャー制を採っている。市議会は市の立法機関として各種条例や予算の審議・採決を行う一方、行政はシティー・マネージャーの責任の下に行われている。
市議会は市長と市議員6名から構成されている。ダビューク市条例の第17条により、市は4つの選挙区と21の管区に分けられている。市議員は4つの選挙区から1名ずつがまず選出され、残りの2名はワイルドカードで選出される。
郡庁所在地であるダビュークには郡の地方裁判所も置かれている。ダビューク郡地方裁判所は郡の司法機関としての役割を果たしているのみならず、郡の各種機関も事務所を置く、郡の政治の中枢となっている。また、ダビューク郡地方裁判所はダビュークのダウンタウンにおけるランドマークにもなっている。このロマネスク様式の庁舎は1891年に建てられ、1971年に国の史跡に指定された。
アイオワ州議会においては、ダビュークはアイオワ州上院の第14選挙区、州下院の第27選挙区および第28選挙区に属している。連邦議会の下院においては、ダビュークはダベンポートやウォータールーなどと共に、アイオワ第1選挙区に属している。
ダビュークにおいては伝統的に民主党の勢力が強い。その要因としては、労働者階級に属する市民が多く、またカトリック教徒の比率が高いことが挙げられると考えられている。アイオワ州の他地域とは政治的気質が著しく異なるため、「ダビューク州」と呼ばれることもある。

## 医療
ダビュークはアイオワ州東部、イリノイ州北西部、およびウィスコンシン州南西部にまたがる広い地域における医療の中心ともなっている。1879年に設立されたカトリック系のマーシー医療センターはダビューク市内最大の病院で、ダビュークの本院に263床を有しているほか、西郊のダイアーズビルにも25床を有する救急医療センターを持っている。医療の質も高く、2008年に発表されたトムソン・ロイターのレポートでは、マーシー医療センターは全米で最も優れた100病院のうちの1つに選定されている。マーシー医療センターは、心臓関連の分野に特に強みを持っている。
マーシー医療センターと共にダビュークを代表する医療機関としてもう1つ挙げられるのは、1890年に設立され、142床を有するフィンレー病院である。この病院は特に腫瘍学の分野に強みを持ち、がんの治療には定評がある。
これら2つの大規模な病院のほかに、ダビュークに本部を置く地域密着型の診療所として著名なものとしては、メディカル・アソシエイツ診療所がある。メディカル・アソシエイツ診療所は1924年に設立されたアイオワ州最古の総合診療所である。この診療所はダビューク市内に3か所の施設を置いているほか、アイオワ州北東部の5市、さらにウィスコンシン州南西部の2市とイリノイ州北西部の2市村にも施設を置いている。

## 交通

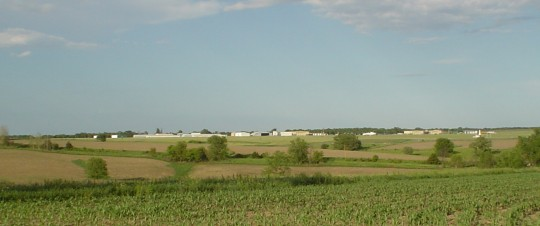
ダビューク地域空港

ダビュークとその周辺地域の空の玄関口となる空港は市の中心部から南へ10kmに立地するダビューク地域空港 (IATA: DBQ) である。この空港にはシカゴのオヘア国際空港からアメリカン・イーグル航空の便が1日3便ある。しかし、この空港は定期旅客便よりも、ゼネラル・アビエーションと呼ばれる、自家用機やチャーター機、ビジネス・ジェットなどの発着のための空港としての役割のほうが主となっている。より規模の大きく、就航路線数も便数も多い空港としては、ダベンポート都市圏のイリノイ州モリーンに立地するクアッド・シティ国際空港 (IATA: MLI) もダビュークの中心部から南へ約130km、車で所要約1時間半と利用可能な距離にある。この空港からは、アメリカン・イーグル航空に加え、ノースウェスト航空・デルタ航空・ユナイテッド航空が各社のハブ空港への便を就航させているほか、エアトラン航空によるオーランドへの便もある。ダビュークから直接オヘア国際空港へ車で向かう場合は、イリノイ州ロックフォード経由で約265km、所要約3時間である。
ダビュークには州間高速道路は通っていないが、20号線、151号線、61号線、52号線の4本の国道が交わっている。国道20号線は市内を東西に走り、残りの3本は南北に走っている。国道20号線は西にウォータールーやスーシティ、東にイリノイ州ロックフォードへと通じている。国道151号線は南西にシーダーラピッズ、北東にウィスコンシン州マディソンへと通じている。国道61号線は南にダベンポートへと通じている。北には、国道61号線と国道52号線は両方ともミネアポリス・セントポールへと通じているが、そのルートは異なり、国道61号線がウィスコンシン州ラクロスやミネソタ州ウィノナを経由するのに対し、国道52号線はミネソタ州ロチェスターを経由している。ダビュークからウォータールー、シーダーラピッズ、ダベンポート、マディソン各市への道路は、いずれも4車線になっている。

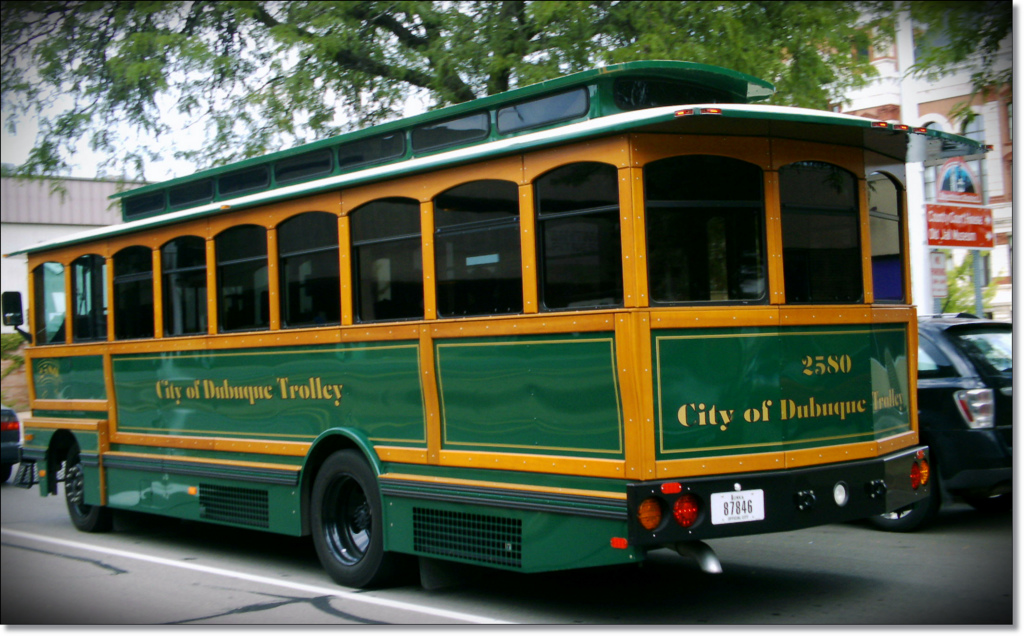
ダビュークのダウンタウンを走るキーラインのトロリー

市の東を流れるミシシッピ川には2本の道路橋がかかっている。南側の橋、市の創設者の名を冠したジュリアン・ダビューク橋には国道20号線が通っており、ダビュークと対岸のイリノイ州イーストダビューク市を結んでいる。アーチ橋とトラス橋を組み合わせた構造のこの橋は1943年に架橋され、1999年には国の史跡に指定された。このジュリアン・ダビューク橋の北約5kmには、国道61号線と国道151号線を通しているダビューク・ウィスコンシン橋が架かっている。1982年に架けられたこのタイドアーチ橋は、その名が示す通りダビュークとウィスコンシン州グラント郡を結んでいる。対岸のウィスコンシン州側には都市・町村はなく、所属未定地となっている。この2本の道路橋の間には、鉄道橋が架けられている。
市内の公共交通機関としては、ダビューク市当局がキーライン (KeyLine) という交通システムを運営している。このシステムの下、市内をカバーする4系統の路線バスに加えて、ダウンタウンおよびダビューク河港を巡回するレトロな車体のトロリーが走っている。

## 文化

### 芸術
ダビュークにはコルツ・ドラム・ビューグル・コーというドラムコーが本拠を置いている。1963年に設立されたこのドラムコーは15歳から21歳までの隊員135名で構成されている。コルツはドラムコーインターナショナルの上位クラスであるワールド・クラスに所属しており、毎夏ダビューク周辺のみならず全米各地で演技を行っているほか、世界大会にも出場している。世界大会では優勝経験こそ無いものの、決勝にはこれまでに8回進出している。ダビューク都市圏は、ワールド・クラスに所属するドラムコーが本拠地を置く都市圏としては最小である。
また、ダビューク都市圏は、映画「フィールド・オブ・ドリームス」の舞台となった地でもある。ダビュークの中心部から西へ約40km、ダビューク都市圏の西端に位置するダイアーズビルの町には、撮影に使われた野球場が今でも残っている。この映画の撮影は、ダビューク市内でも数か所で行われた。

### 宗教

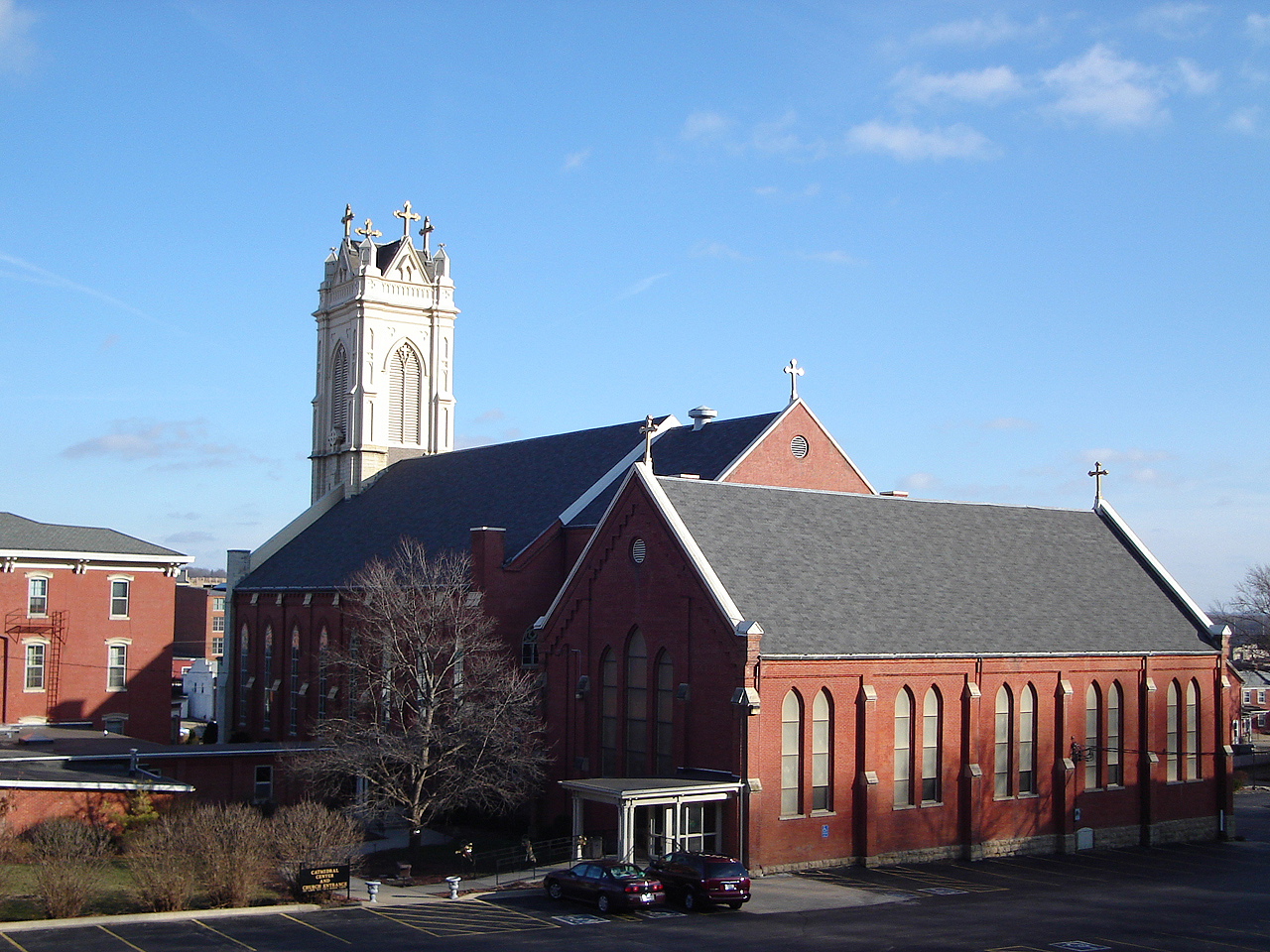
聖ラファエル大聖堂

市の創設当初から、ダビュークには宗教的伝統が根強く残り続けてきた。ダビュークに移入してきた入植者は1833年に、アイオワ州最初のキリスト教の教会である聖ラファエル大聖堂を建てた。 1837年には、大天使ラファエルの名を冠するこの大聖堂を本拠地とするカトリック教会のダビューク大司教区が創設された。ダビューク大司教区は現在のアイオワ州のみならず、ミネソタ州、ノースダコタ州、サウスダコタ州にもまたがる広い地域におけるカトリック宣教の拠点となった。
ダビューク大司教区は、1881年まではアイオワ州全土をその管轄下においていた。しかしその後、州の南半分は1881年に創設されたダベンポート司教区に移管され、1902年にはダビューク大司教区の管轄下に残っていた地域の西半分、州の北西部がその年に創設されたスーシティ司教区に移管された。1911年にはデモイン司教区が創設され、当時のダベンポート司教区の西半分、つまり州の南西部が移管された。それ以降は、ダビューク大司教区の管轄区域はアイオワ州の北東部となっている。
現代においてもダビュークではカトリックの勢力が強く、資料による違いはあるものの、市の人口の65-85%がカトリック教徒であるという調査結果が出ている。周辺の農村地域でさらに高い値を示すことを考慮しても、アイオワ州民に占めるカトリック教徒の割合が23%であることと比較すれば、ダビュークにおけるカトリック教徒の割合は非常に高いと言える。ダビューク市内には聖ラファエル大聖堂をはじめ、カトリック教会が11か所存在する。

## 教育

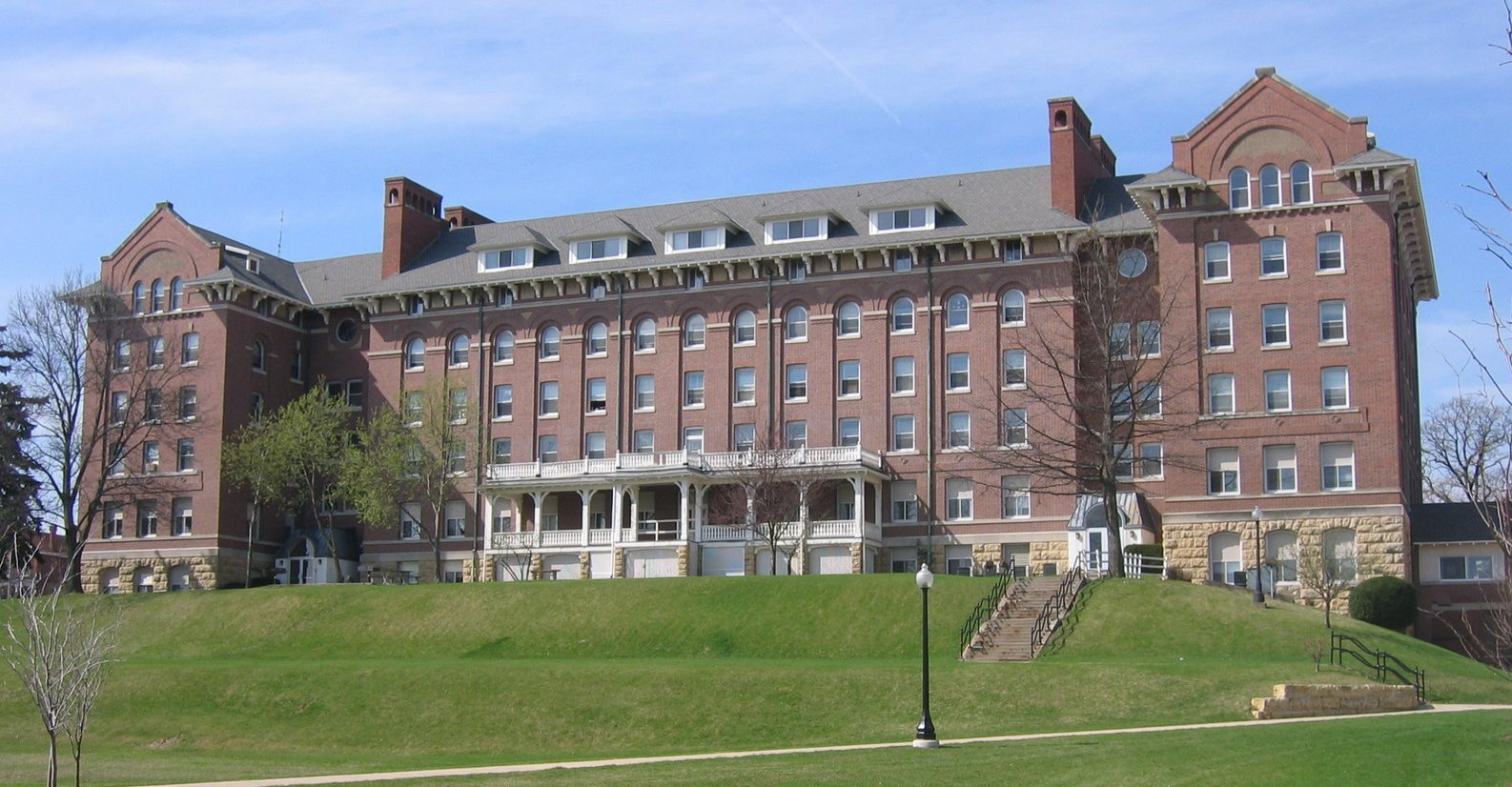
ローラス大学

ダビュークの宗教色の強さは教育機関にも現れている。ダビューク大司教区の管轄する4年制大学3校のうち、ローラス大学およびクラーク大学の2校はダビューク市内にキャンパスを置いている。ローラス大学は1839年に創立された、アイオワ州では最も長い歴史を持つ4年制大学である。このリベラルアーツ・カレッジはウェスト・サイドに約263,000m²のキャンパスを有し、約1,700人の学生が在籍している。同学はリベラル・アーツ・カレッジの特徴の1つでもある少数精鋭制の教育を行っており、教授1人あたりの学生数は13人、また1クラスの平均人数は17人である。また、ローラス大学は聖ピウスX神学校を併設している。ローラス大学の北西約1kmには、クラーク大学のキャンパスが広がっている。1843年に創立されたこのリベラルアーツ・カレッジは約1,150人、教授1人あたり11人の学生を抱えている。
一方、プロテスタント系の4年制大学としては、1852年に創立された長老派教会系のダビューク大学が挙げられる。この大学はリベラル・アーツのほか、経営学プログラムや、航空、教育、看護などのプロフェッショナル・プログラムも有しており、さらには神学校も併設している。プリマス・ブレザレン系のエマウス聖書大学は、その名が示す通り聖書学に特化した単科大学で、聖書学において学士の学位を授与する機関としての認定を受けている。ルーテル教会は神学系の修士の学位を授与する大学院大学、ウォートバーグ神学校を設置している。
これらの教会系の私立大学のほかには、近隣のペオスタに本部を置く2年制のコミュニティ・カレッジ、北東アイオワコミュニティカレッジがダビュークにサテライトキャンパスを置いている。また、ミシシッピ川を渡って30kmほど北東、ウィスコンシン州プラットビルには、ウィスコンシン大学システムを構成する13校のうちの1校であるウィスコンシン大学プラットビル校が立地している。
ダビュークにおけるK-12課程は、ダビューク郡の東半分をカバーするダビューク・コミュニティ学区の運営する公立学校によって支えられている。この学区は小学校13校、中学校3校、高等学校3校、および1か所の保育所を有し、10,000人以上の児童・生徒を抱えている。また、K-12課程においてもダビューク大司教区は強い影響力を持っており、その管轄下にある聖家族カトリック学校システムは就学前教育校7校、小学校4校、中学校1校、高等学校1校を運営している。このシステム下で運営されている私立学校には、約2,000人の児童・生徒が在学している。

## 人口動態
以下にダビューク市における1850年から2010年までの人口推移をグラフおよび表で示す。なお、ダビューク都市圏はダビューク郡1郡のみから成っている。
| 統計年 | 人口     |
| ------ | -------- |
| 1850年 | 3,108人  |
| 1860年 | 13,000人 |
| 1870年 | 18,434人 |
| 1880年 | 25,254人 |
| 1890年 | 30,311人 |
| 1900年 | 36,297人 |
| 1910年 | 38,494人 |
| 1920年 | 39,141人 |
| 1930年 | 41,679人 |
| 1940年 | 43,892人 |
| 1950年 | 49,671人 |
| 1960年 | 56,606人 |
| 1970年 | 62,309人 |
| 1980年 | 62,374人 |
| 1990年 | 57,538人 |
| 2000年 | 57,686人 |
| 2010年 | 57,637人 |

## 姉妹都市
ダビュークは以下2都市と姉妹都市提携を結んでいる。
- ピャチゴルスク（ロシア）
- 台南市（中華民国）

## 註
1. ↑  “Quickfacts.census.gov”. 2023年11月21日閲覧。
2. 1 2  Dubuque, Iowa. Most common industries for males, Most common industries for females. City-Data.com.
3. ↑  Manning, Jason. The Midwest Farm Crisis of the 1980s.
4. 1 2  AMERICA’S RIVER PROJECT A BIG TOURISM SUCCESS; $188 Million Development Provides Variety of Attractions. 2009年3月.
5. 1 2  Historical Weather for Dubuque, Iowa, United States of America. Weatherbase.com.
6. ↑  Dubuque City Code.
7. ↑  City of Dubuque Ward and Precinct. City of Dubuque.（PDFファイル）
8. ↑  Dubuque County Court House. Dubuque County.
9. 1 2  NPS Focus. National Register of Historic Places. National Park Service.
10. ↑  About Us. Mercy Medical Center - Dubuque.
11. ↑  THE 100 TOP HOSPITALS: NATIONAL BENCHMARKS - 2008 Archived 2007年6月3日, at the Wayback Machine.. Thomson Reuters. 2008年.
12. ↑  About Us. Finley Hospital.
13. ↑  Cancer Care - Wendt Regional Cancer Center. Finley Hospital.
14. ↑  Medical Associates Clinic & Health Plans. Medical Associates Clinic.
15. ↑  Dubuque Locations Map. Medical Associates Clinic.（PDFファイル）
16. ↑  Regional Locations Map. Medical Associates Clinic.（PDFファイル）
17. ↑  Airline Services. Dubuque Regional Airport.
18. ↑  KeyLine. City of Dubuque.
19. ↑  KeyLine Transit System Map. City of Dubuque. 2008年7月16日.（PDFファイル）
20. ↑  About. Colts Drum and Bugle Corps.
21. ↑  World Class Archived 2012年9月28日, at the Wayback Machine.. Drum Corps International.
22. ↑  Drum Corps Scores. The Sound Machine Archive. 2008年9月2日.
23. ↑  Filming locations for Field of Dreams (1989). Internet Movie Database.
24. ↑  History. Cathedral of Saint Raphael.
25. 1 2  History of the Archdiocese of Dubuque. Archdiocese of Dubuque. 2009年7月.
26. ↑  Dubuque County, Iowa. The Association of Religion Data Archives. 2000年.
27. ↑  Dubuque Reforms Administration of Voucher Programs With Help of Owners, Tenants, Local Groups. Sec.8. Housing and Development Reporter. 2001年4月2日.（Microsoft Wordファイル）
28. ↑  Cathoric Schools: Colleges. Archdiocese of Dubuque.
なお、残りの1校はシーダーラピッズにキャンパスを置くマウント・マーシー大学である。
29. ↑  Loras at-a-Grance. Loras College.
30. ↑  St. Pius X Seminary. Loras College.
31. ↑  Quick Facts. Clarke College.
32. ↑  Mission, Values and Vision. University of Dubuque.
33. ↑  Curriculum. University of Dubuque.
34. ↑  About Emmaus. Emmaus Bible College.
35. ↑  Degree Programs. Wartburg Theological Seminary.
36. ↑  Our Schools. Dubuque Community Schools.
37. ↑  History. Holy Family Cathoric Schools.
38. ↑  Gibson, Campbell. Population of the 100 Largest Cities and Other Urban Places in the United States: 1790 to 1990. US Census Bureau. 2005年.